# أسل شاحب
أسل شاحب (الاسم العلمي: Juncus pallidus) نوع نباتي يتبع جنس الأسل وينتمي إلى الفصيلة الأسلية.